# Mercedes-Benz Group
Mercedes-Benz Group AG (wcześniej Daimler AG, DaimlerChrysler AG) – niemiecki koncern motoryzacyjny z siedzibą w Stuttgarcie w Badenii-Wirtembergii założony w 1998 roku. Jest notowany na Frankfurter Wertpapierbörse, New York Stock Exchange oraz Tokijskiej Giełdzie Papierów Wartościowych.

## Historia
W 1998 roku, w wyniku przejęcia amerykańskiej spółki Chrysler Corporation przez Daimler-Benz AG, powstała spółka DaimlerChrysler AG. W maju 2007 Daimler poinformował, że odsprzeda 80% udziałów Chryslera amerykańskiemu inwestorowi za 5,5 miliarda euro, co też stało się 14 maja 2007. W tym samym roku ustalono powrót do nazwy Daimler AG.
1 lutego 2022 przedsiębiorstwo zmieniło nazwę na Mercedes-Benz Group AG (samochody osobowe i dostawcze). Oprócz tego w Niemczech działają Daimler Truck (samochody ciężarowe) oraz Mercedes-Benz Mobility (usługi finansowe).

## Jednostki zależne i powiązane
- Mercedes-Benz AG – niemiecki producent samochodów
  - Mercedes-AMG
  - Mercedes-Maybach
  - Smart – niemiecki, a następnie chińsko-niemiecki producent samochodów działający od 1994 roku

- Daimler Truck – silniki, samochody dostawcze, ciężarowe oraz autobusy:
  - Truck Group Europe & Latin America
    - Mercedes-Benz (włączając Unimog): samochody dostawcze i ciężarowe oraz autobusy i autokary

  - Truck Group NAFTA
    - Freightliner: samochody dostawcze i ciężarowe
    - Western Star – samochody ciężarowe
    - Sterling – specjalistyczne samochody ciężarowe
    - Thomas Built Buses(inne języki) – autobusy szkolne
- Daimler Buses – autobusy
  - Mercedes-Benz
  - Setra – autobusy i autokary
  - Orion (zlikwidowana w 2013 roku) – autokary
- Truck Group Asia
  - Fuso – samochody ciężarowe, autobusy, autokary
- Components – silniki
  - Mercedes-Benz Manufacturing Poland(inne języki)
  - Mercedes-Benz
  - Detroit Diesel(inne języki) – silniki Diesla
- Motocykle
  - MV Agusta

Należąca do Daimlera firma Mercedes-Benz HighPerformanceEngines (wcześniej Mercedes-Illmor), dostarcza silniki zespołom Formuły 1, w tym dla należącego do koncernu zespołowi Mercedes GP.

### Usługi
- FleetBoard – telematyka
- Daimler Financial Services(inne języki) – leasing i faktoring
- Mercedes-Benz Bank(inne języki) – leasing i faktoring w Niemczech
- Daimler Truck Financial

### Udziały
- 100% Freightliner
- 75,1% Mercedes GP
- 45% Toll Collect GmbH(inne języki) (poprzez Daimler Financial Services AG)
- 37,1% Mitsubishi Motors Corporation
- 25% MV Agusta
- 19,9% Chrysler Holding LLC
- 15% EADS – europejski koncern lotniczo-rakietowy i obronny (wspólnie ze spółkami Airbus i Eurocopter)
- 11% KamAZ – rosyjski producent samochodów ciężarowych
- 6,8% Tata Motors – producent samochodów w Indiach
- 20% Eicher Motors Ltd.(inne języki) (pośrednio przez japońską spółkę-córkę Fuso)
- 50,1% Automotive Fuel Cell Cooperation(inne języki) w Kanadzie
- 20% Aston Martin Lagonda Limited[1]
- 4,2% Deutz AG – Producent silników przemysłowych

Daimler sprzedał swoje udziały w:
- 3,3% Renault Nissan

DaimlerChrysler posiadał uprzednio udziały w:
- 10,5% Hyundai Motor Company – kupione w latach 2000–2001 za 572 mln dolarów; sprzedane w sierpniu 2004 za 900 mln dolarów
- 30,0% EADS – uzyskane w 2000 roku; uprzednio DaimlerChrysler AG był właścicielem koncernu lotniczego DaimlerChrysler Aerospace AG (DASA), który wszedł w skład spółki EADS; ostatnie udziały sprzedane w 2013 roku[2]

## Wyniki
Stan na 2002:
- Zatrudnienie: 365 600 pracowników
- Obrót: 149,6 mld euro
- Produkcja:
  - 4 mln jednostek samochodów osobowych
  - 485 400 jednostek pojazdów użytkowych

## Akcjonariat
Procent udziałów wg podziału na inwestorów pochodzących z regionów:
- Niemcy – 30,5%
- Europa (bez Niemiec) – 26,8%
- USA – 20,3%
- Kuwejt – 6,8%
- Azja – 12,0%
- inni – 3,6%[3]